# 非核平和都市宣言
非核平和都市宣言（ひかくへいわとしせんげん）または非核宣言自治体（ひかくせんげんじちたい、Nuclear Free Local Authorities）とは、地方自治体が自身を非核地帯（Nuclear Free Zone）と宣言するか、または核兵器の廃絶を内外に訴える宣言を表明することで、その宣言を発した自治体を「非核宣言自治体」あるいは単に「非核自治体」と呼ぶ。

## 経緯と概要
本来、外交や国防は国の専管事項だが、核戦争の危機のなかで、住民の生命と財産を守ることを使命とする自治体が国家にすべてを委託できないとして、国家に対して行う「異議申し立て」の企てとされる。
日本で最初、そして世界で最初に非核自治体宣言をしたのは愛知県の半田市（1958年6月6日）で、その後、三島市や東京都港区など数多くの自治体が非核平和宣言を行うものの、全国的な「運動」とはならなかった。それは「非武装都市Open City」あるいは「無防備地域 Non defended Locality」の考え方によっていたからだとの指摘がある。

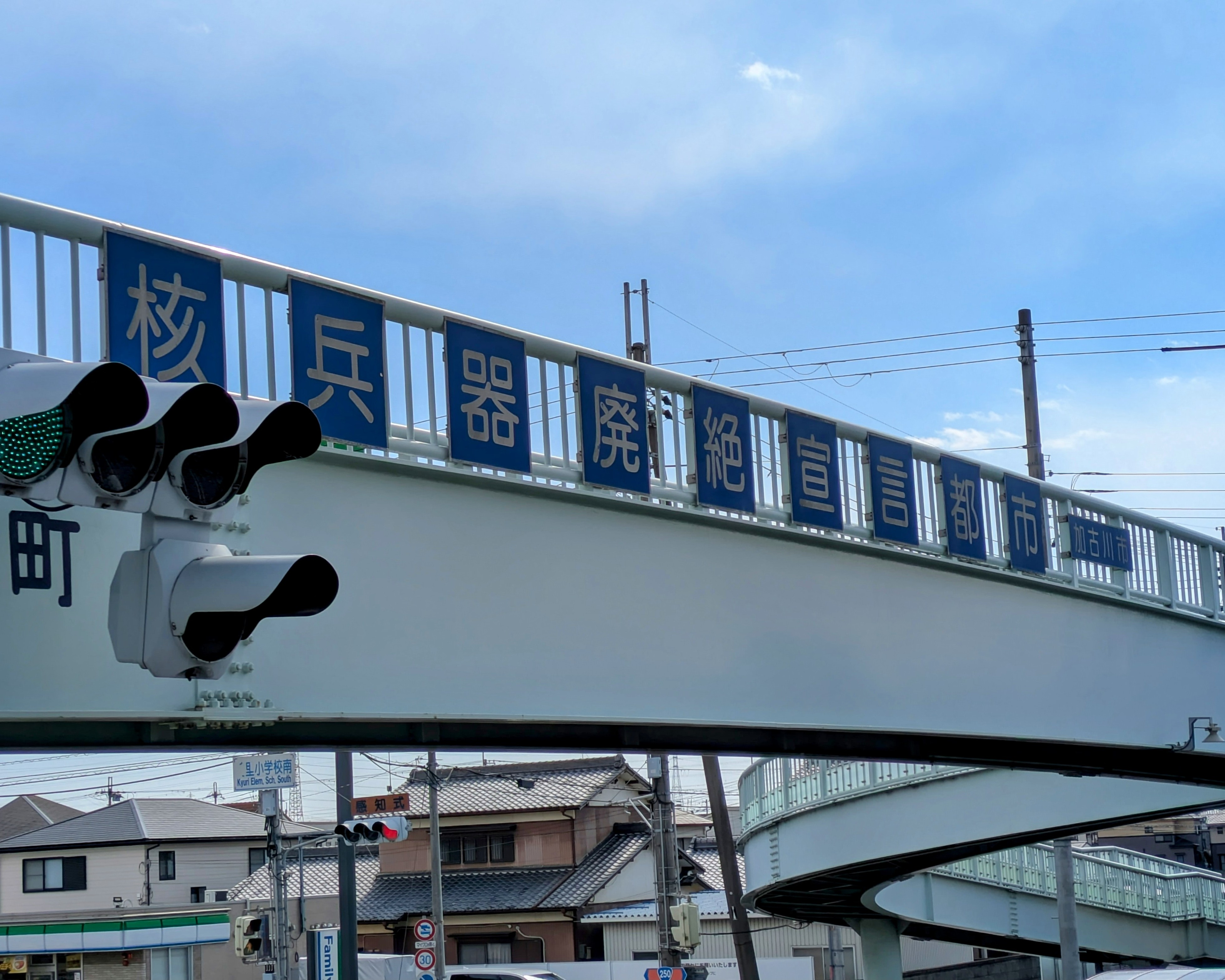
加古川市が行った「核兵器廃絶都市宣言」の看板。2025年撮影。

日本で非核自治体の運動が始まったのは、全面核戦争の危機が高まった1981年の末、マンチェスター市から起こった英国の非核自治体の運動が上陸してからで、翌年3月から4月にかけて続けて9市町（愛知県津島市・佐屋町、広島県府中町、兵庫県加古川市、沖縄県南風原町・名護市、東京都武蔵野市・三鷹市・小金井市）が非核宣言自治体となった。英国の非核自治体運動が「運動」となったのは、マンチェスター市の非核宣言（1981年11月5日）に見られる、以下のような認識による。
「今日の核兵器の巨大な破壊力を考えれば、われわれの決議がそれ自体では意味を持たないことを、われわれは認めざるを得ない。したがって、われわれは、北西イングランドの近接自治体、さらには英国の全自治体に対して、その住民の名において、われわれと同様の宣言を行うことを呼びかける。（それらが）ヨーロッパに非核地帯を設置し、拡大して行くための基盤になり得ることを確信する」
この認識からマンチェスター市は非核宣言の輪を内外に広げ、まず翌年10月、国内の宣言自治体に呼びかけて、同市で全英非核自治体会議を開き、次いで全世界の宣言自治体に呼びかけて、1984年4月、やはり同市で第1回非核自治体国際会議を開いた。以後、第2回（1985年3月）をスペインのコルドバで、第3回（1986年10月）をイタリアのペルジアで、第4回（1989年2月）をアメリカのユージンで、第5回（1990年11月）を英国のグラスゴーで、第6回（1992年8月）を横浜で開いた。この間、非核自治体国際会議は国連NGOともなった。
日本でも、1982年8月5日、広島県府中町が同町でシンポジウム「非核宣言の輪を広げよう」を主催、9市町村（同町、武蔵野市、日野市、川崎市、藤沢市、津島市、佐屋町、沖縄県北中城村・読谷村）の代表が集まった。その日を出発点に1984年8月5日、非核都市宣言自治体連絡協議会が誕生し、のち同会は日本非核宣言自治体協議会（現在会員数は286自治体。会長は長崎市長）と改称された。
非核宣言自治体は1982年3月を第二の起点として、1985年をピークに増え続け、現在（2016年1月）、1,604自治体を数える。日本における総自治体数は1,797、したがって宣言率は89.3％となるが、人口比では90％をはるかに越えている。非核宣言数に比べて、日本非核宣言自治体協議会の会員数が少ないのは、なお日本人の多くがマンチェスター宣言以前の認識にとどまっている結果ではないかとの分析がある。
日本非核宣言自治体協議会は2010年の総会で、結成26年にしてようやく「北東アジア非核兵器地帯」の創設を、はっきりと運動課題に据えた。
なお単なる宣言に終わらず、核兵器の排除を規定する地域の非核化を法的拘束力によって、非核条例を制定する自治体（神奈川県藤沢市、北海道苫小牧市、長崎県時津町）が現れる。また、非核自治体宣言のなかに「脱原発」の条項を含んでいるケース（鹿児島県屋久町など）も次第に増えている。2011年3月11日の福島第一原発の大事故は、そういう傾向を強めている（東京都多摩市や沖縄県石垣市など）。非核の証明がなければ船舶の入港を許さないとした神戸市の港湾条例は世界的にも注目され、日本各地で非核港湾条例制定の市民運動が継続している。
| 年   | 都市数 |
| ---- | ------ |
| 1958 | 3      |
| 1959 | 3      |
| 1960 | 2      |
| 1961 | 1      |
| 1963 | 2      |
| 1964 | 1      |
| 1969 | 1      |
| 1970 | 1      |
| 1973 | 1      |
| 1982 | 42     |
| 1983 | 56     |
| 1984 | 129    |
| 1985 | 220    |
| 1986 | 97     |
| 1987 | 51     |
| 1988 | 73     |
| 1989 | 48     |
| 1990 | 40     |
| 1991 | 34     |
| 1992 | 14     |
| 1993 | 31     |
| 1994 | 29     |
| 1995 | 89     |
| 1996 | 30     |
| 1997 | 9      |

| 年   | 都市数 |
| ---- | ------ |
| 1998 | 26     |
| 1999 | 16     |
| 2000 | 33     |
| 2001 | 23     |
| 2002 | 10     |
| 2003 | 6      |
| 2004 | 14     |
| 2005 | 88     |
| 2006 | 152    |
| 2007 | 59     |
| 2008 | 39     |
| 2009 | 27     |
| 2010 | 51     |
| 2011 | 30     |
| 2012 | 12     |
| 2013 | 9      |
| 2014 | 5      |
| 2015 | 17     |
| 2016 | 10     |
| 2017 | 7      |
| 2018 | 6      |

出典:非核宣言自治体一覧（日本非核宣言自治体協議会調べ）-2019年5月22日現在